# إنديانابوليس 500 سنة 1940
سباق إنديانا بوليس -500 ميل 1940 أقيم في حلبة إنديانابوليس موتور سبيدواي في 30 مايو 1940 وفاز في السباق ويلبر شو من فريق بويل راسينغ بمتوسط سرعة 114.277 ميل/س (183.911 كم/س).
وكان أول المنطلقين ريكس ميس بسرعة 127.850 ميل/س (205.755 كم/س).